# براين ألوين بارلو
براين ألوين بارلو مواليد 1933 (بالإنجليزية: Bryan Alwyn Barlow)‏ هو عالم نبات أسترالي.